# Desengraxante
Desengraxantes (português brasileiro) ou Desengordurantes (português europeu) são compostos químicos e formulações essenciais a muitos processos industriais, como um prelúdio ao acabamento de superfície ou a componentes de proteção ou revestimento, nos processos genericamente chamados de desengraxe. Galvanoplastia é particularmente sensível a limpeza das peças, dado que as camadas moleculares de óleos, graxas e gorduras (como as das mãos dos operários) podem evitar aderência do revestimento.
Substâncias que são usadas para a remoção de gorduras de origem biológica, como óleos vegetais, ceras, gordura animal ("sebo") são muitas vezes chamadas desengordurantes.
A norma ASTM B322 é um guia para a limpeza de metais antes de galvanoplastia. Os processos de desengraxe incluem limpeza com solventes secos, detergentes de limpeza alcalinos a quente, eletrolimpeza e ataque ácido. O teste industrial mais comum para a limpeza é o teste waterbreak (aproximadamente, teste de escorrimento), no qual a superfície é bem enxaguada e colocada na vertical. Contaminantes hidrofóbicos, tais como os óleos fazem com que a água forme gotas e rompa a aderência, permitindo o escoamento rapidamente. Quando perfeitamente limpas as superfícies de metal hidrofílico mantêm uma película contínua de água que não escorre (isenta de gotas - cuja existência revela presença de sujidades). A norma ASTM F22 descreve uma versão deste ensaio. Este teste não detecta contaminantes hidrofílicos, mas o processo de galvanoplastia podem deslocá-los facilmente uma vez que suas soluções são à base de água. Surfactantes como sabões reduzem a sensibilidade do teste, de forma que estes devem ser completamente lavados.

## Literatura
- John B. Durkee: "Management of Industrial Cleaning Technology and Processes," 2006, Elsevier, Oxford, United Kingdom, ISBN 0080448887.
- Carole A. LeBlanc: The search for safer and greener chemical solvents in surface cleaning: a proposed tool to support environmental decision-making. 2001, Erasmus University Centre for Environmental Studies, Rotterdam, the Netherlands.
- David S. Peterson: Practical guide to industrial metal cleaning. 1997, Hanser Gardner Publications, Cincinnati, Ohio, USA. ISBN 1-56990-216-X
- Barbara Kanegsberg ed.: Handbook for critical cleaning. 2001, CRC Press, Boca Raton, Florida, USA. ISBN 0-8493-1655-3